# Globus pallidus
Globus pallidus ("den bleka globen" på latin) är en sub-cortical struktur i den mänskliga hjärnan. Globus pallidus spelar en viktig roll i de basala ganglierna, tillsammans med framför allt striatum och talamus, och är därmed av stor betydelse vid viljestyrda rörelser. 

## Anatomi

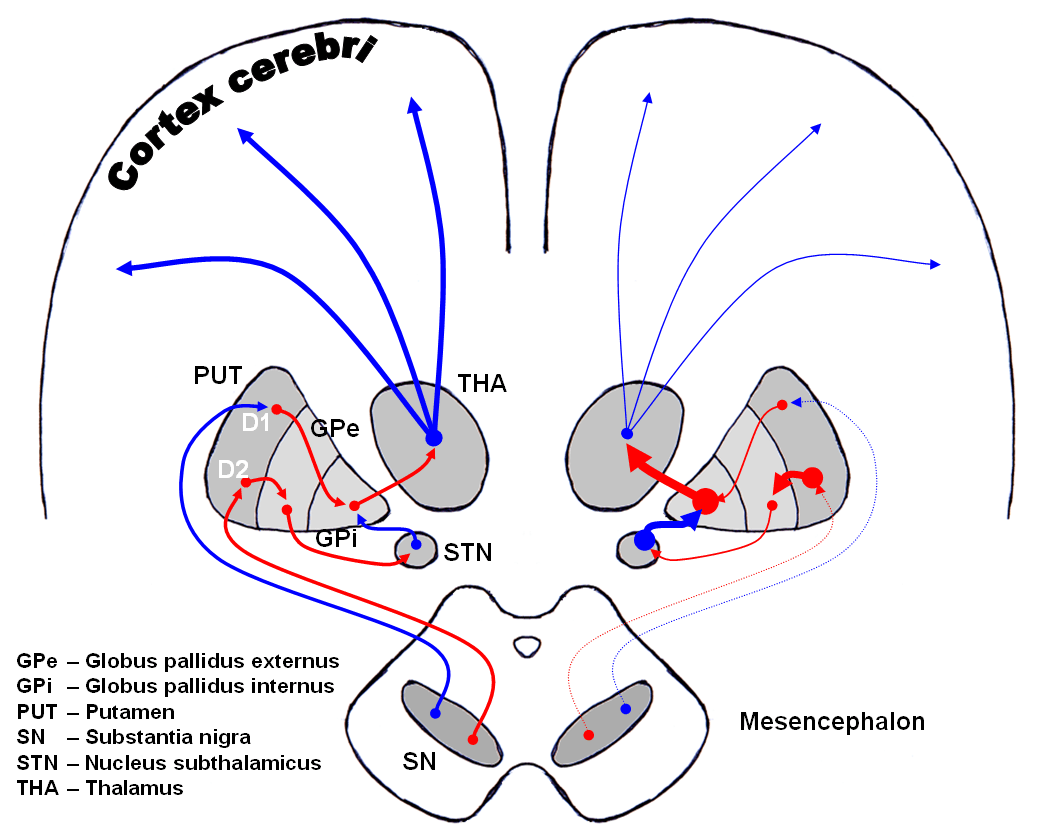
Globus pallidus och basala ganglierna

Globus pallidus ligger topografiskt sett i telencephalon (storhjärnan), men har funktionellt en större samhörighet med subtalamiska strukturer. Globus pallidus är en nästan äggformad struktur som ligger lateralt om talamus och den tredje ventrikeln. Putamen avgränsar lateralt, dvs. ligger precis utanför, och kan vara svårt att särskilja makroskopiskt. Medialt och superiort avgränsas globus pallidus av capsula interna. Inferiort hittar man mesencephalon och substantia nigra. 
Man delar i Globus pallidus i en intern(GPi) och en extern(GPe) del. De två olika delarna har olika roll rent fysiologiskt även om de är svåra att skilja rent anatomiskt.

## Globus pallidus i sjukdomar
Globus pallidus är inblandad i sjukdomar som Parkinsons sjukdom och Huntingtons sjukdom. I Parkinsons är det en minskad inhibering av aktiviteten hos GPe och samtidig ökad inhibering av GPi, vilket leder till ökad inhibering av senare steg i basala ganglierna. I Huntington ökar aktiviteten hos GPe på grund av minskad inhibering. Här är dock aktiviteten i GPi normal.